# Oosters Schisma
Het Oosters Schisma was de scheuring binnen de christelijke kerk tussen de oosters-orthodoxe kerken aan de ene kant en de Rooms-Katholieke Kerk aan de andere kant. Het wordt ook wel het Groot Schisma genoemd, al wordt deze laatste term ook voor het Westers Schisma gebruikt. Hoewel de breuk gewoonlijk gedateerd wordt in 1054, toen beide kerken elkaar wederzijds excommuniceerden, was het schisma tussen oost en west feitelijk het eindresultaat van een voorafgaande eeuwenlange periode van vervreemding tussen de twee kerken.

## Voorgeschiedenis
Al heel vroeg erkende de Kerk de speciale posities van drie bisschoppen, die bekendstonden als patriarchen: de bisschop van Rome, de bisschop van Alexandrië en de bisschop van Antiochië.
Later werden daar de bisschoppen van Constantinopel (als bisschop van het toenmalige machtscentrum van het Romeinse Rijk) en van Jeruzalem (als bisschop van de stad waar Jezus is gekruisigd en verrezen) toegevoegd. Beiden werden tot patriarch gewijd op het Concilie van Chalcedon in 451.
De patriarchen genoten zowel autoriteit als prioriteit over hun medebisschoppen in de Kerk.
Lange tijd beschouwde men de bisschop van Rome (de paus) als degene met de hoogste status, vanwege zijn positie als opvolger van Petrus. Wat ook meespeelde was het feit dat Rome tijdens de eerste eeuwen van het christendom de hoofdstad van het Romeinse Rijk was.
Nadat Constantijn de Grote in 330 de hoofdstad verhuisde van Rome naar Byzantium (Constantinopel), behield de paus aanvankelijk zijn positie als primus inter pares in de hiërarchie. Evenwel hield zijn positie geen vetorecht in ten aanzien van de andere patriarchen.
Diocletianus verdeelde het Romeinse Rijk bestuurlijk, waardoor de feitelijke eenheid wegviel. Dit had een invloed op de eenheid binnen de Kerk.
Theodosius de Grote was de laatste keizer van het verenigd Romeins keizerrijk. Na zijn dood in 395 werd het rijk definitief opgedeeld in een westelijke helft en een oostelijke helft, met elk een eigen keizer.
Aan het eind van de vijfde eeuw leidden de invallen van vreemde volksstammen tijdens de Grote Volksverhuizing tot de Val van het West-Romeinse Rijk.
Het Oost-Romeinse rijk (beter bekend als het Byzantijnse Keizerrijk) kende een grote bloei. Van een politieke eenheid binnen het voormalig Imperium Romanum was geen sprake meer.
Andere factoren deden oost en west verder uiteendrijven.
In het westen was de dominante taal het Latijn; in het oosten was dit het Grieks.
De bestuurlijke en intellectuele elite van het Romeinse Rijk gebruikte deze twee talen als internationale talen.
Na de val van het West-Romeinse Rijk was een gemeenschappelijke taal niet meer zo nodig en begon het aantal mensen dat zowel Grieks als Latijn sprak af te nemen. Ook hierdoor werd de communicatie tussen oost en west steeds moeilijker. Met het verdwijnen van de taaleenheid begon ook de culturele eenheid af te nemen.
De Kerk van het Oosten en de Kerk van het Westen gingen elk hun eigen weg: ze hadden een verschillende benadering van de religieuze doctrines en gebruikten andere rituelen. Zelfs toen het Grote Schisma nog eeuwen verwijderd was, tekenden de verschillen zich reeds duidelijk af.

## Verschillen tussen westers en oosters christendom
- De Kerk van het Westen beschouwde de patriarch van Rome (de paus) als de hoogste van de vijf patriarchen. De Kerk van het Oosten beschouwde de vijf als gelijkwaardig en zag Constantinopel als het "nieuwe Rome".
- Vanaf een bepaalde periode claimde de paus autoriteit over de vier oosterse patriarchen terwijl de patriarch van Constantinopel stelde dat hij als de spirituele leider van het "nieuwe Rome" het hoofd was van de christelijke Kerk. Het aanwijzen van de patriarch van Constantinopel als oecumenisch patriarch werd door Rome verkeerd begrepen als aanwijzing tot universeel patriarch en derhalve bestreden.
- De "filioque"-doctrine werd een strijdpunt. Volgens de Latijnse Kerk ging de Heilige Geest uit van de Vader (God de Vader) en de Zoon (Jezus Christus), volgens de oosterse Kerken slechts van de Vader, via de Zoon. De oosterse Kerken konden de aanvulling "en de Zoon" bij de tekst over de oorsprong van de Heilige Geest in de Geloofsbelijdenis van Nicea-Constantinopel (325 en 381) niet accepteren omdat deze toevoeging niet was goedgekeurd door een oecumenisch concilie.
- De Latijnse Kerk bestreed priesterhuwelijken. De oosterse Kerk stond deze evenwel toe en kende het celibaat alleen voor bisschoppen.
- Er was onenigheid betreffende de zeggenschap over de kerken in bepaalde delen van de Balkan.

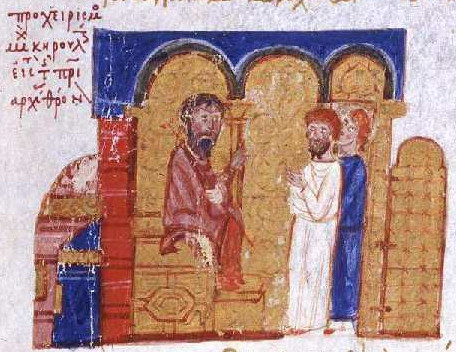
Michaël Cerularius met twee legaten, afbeelding uit de kroniek van Johannes Skylitzes.

## Het grote schisma
In 1053 kwam  kardinaal Humbertus van Silva Candida in het bezit van een brief van Leo van Ohrid waarin hij bepaalde gebruiken binnen de kerk van Rome hekelde. Humbertus vertaalde deze brief voor paus Leo IX die daarop een antwoord liet opstellen en deze door Humbertus en twee andere kardinalen, Frederik van Lotharingen en Pietro Alfiero, naar Constantinopel stuurde. Michaël Cerularius wantrouwde de Latijnen en na de aankomst van de legaten in april 1054 noemde hij hen onhoffelijk en oneerlijk. In de tussentijd overleed paus Leo IX in Rome en door de toenemende animositeit tussen de legaten en de patriarch deponeerden de legaten op 16 juli 1054 een bul van excommunicatie voorafgaand aan de mis in de Hagia Sophia, hoewel de bul volgens het canoniek recht niet rechtsgeldig was. Vier dagen later volgde ook de excommunicatie van Cerularius richting de legaten.
Het kan gezegd worden dat de twee kerken eigenlijk herenigd werden in 1274 bij het Tweede concilie van Lyon of in 1439 bij het Concilie van Florence, maar in beide gevallen werden de concilies door de orthodoxe kerk tegengesproken. Er werd gesteld dat de prelaten door in te stemmen met deze zogenaamde "herenigingen" hun autoriteit te buiten waren gegaan.
Pas in 1965 werden de wederzijdse excommunicaties van de kerkleiders ingetrokken, maar tot een hernieuwde vereniging leidde dit niet en er mag derhalve niet veel meer in worden gezien dan een wederzijdse geste van welwillendheid.
De Kerk spleet langs doctrinaire, theologische, taalkundige, politieke en geografische lijnen en de breuk is nooit meer optimaal geheeld.
Verdere pogingen de twee kerklichamen te verzoenen hebben tot op heden nooit iets opgeleverd. Verscheidene kerkgemeenschappen die zich eerst aangesloten hadden bij de Kerk van het Oosten, zijn – in de loop van de geschiedenis – overgegaan naar Rome, evenwel met behoud van hun eigen liturgieën. Ze worden nu de oosters-katholieke kerken genoemd.
De overgrote meerderheid van de westerse en oosterse kerken is echter nog steeds gescheiden. Beide zijden zien zich als de ware "Ene Heilige Katholieke en Apostolische Kerk", waarmee ze suggereren dat het de andere groep is die tijdens het schisma de ware Kerk verlaten heeft. De fundamentele breuk is nooit geheeld, al is het nu wel zo dat wederzijds de sacramenten erkend worden.

## Toenadering
Paus Johannes Paulus II verkondigde op 31 mei 1980: "Wij kunnen als christenen, of liever gezegd als katholieken niet met één long ademen: wij hebben twee longen nodig, een oosterse en een westerse long", daarbij doelend op de Westelijke en Oostelijke Kerk. Bovendien zijn naast Benedictus van Nursia ook de stichters van de Slavische kerken, Cyrillus van Saloniki en diens broer Methodius, uitgeroepen tot beschermheiligen van Europa.
In 1985 wijdde Johannes Paulus II zijn encycliek Slavorum Apostoli aan de verbondenheid tussen de orthodoxe Kerken en de katholieke Kerk. Later ging de paus daar in zijn encycliek Ut Unum Sint verder op in.
Op 27 november 2004 gaf paus Johannes Paulus II de beenderen (relikwieën) van patriarch Johannes Chrysostomus en Gregorius van Nazianze terug aan Constantinopel. De eerste relikwie was daarvandaan tijdens de plundering van 1204 als oorlogsbuit door kruisvaarders meegenomen.
Velen geloven dat hetzelfde ook gold voor de tweede relikwie. Het Vaticaan stelt echter dat de beenderen van de tweede heilige al in de achtste eeuw door Byzantijnse monniken naar Rome waren gebracht.
Oecumenisch patriarch Bartholomeüs I en andere oosterse kerkleiders reisden op 8 april 2005 naar Rome voor de begrafenis van paus Johannes Paulus II. Voor het eerst in vele eeuwen was zodoende een oecumenisch patriarch aanwezig bij de begrafenis van een paus en dat nog wel terwijl tegelijkertijd geünieerde patriarchen van de oosters-katholieke kerken aanwezig waren. Velen zagen hierin een aanduiding voor het begin van een nieuwe verzoeningsdialoog.
Ter zijde – want de Assyrische Kerk is ontstaan na een schisma in de vierde eeuw – kan ook vermeld worden dat in 1994 een ontmoeting plaatsvond tussen de paus en het hoofd van de Assyrische Kerk van het Oosten, patriarch Mar Dinkha IV. Daarbij erkenden zij elkaars Kerk officieel als Zusterkerk. Bij die gelegenheid kwamen beide Kerken ook tot een fundamentele overeenkomst met betrekking tot de dubbele natuur van Christus.
Op 12 februari 2016 hebben Paus Franciscus en de Russische patriarch Kirill van Moskou een "verklaring van eenheid" getekend tijdens hun ontmoeting in Cuba.